# Groupe antijuif

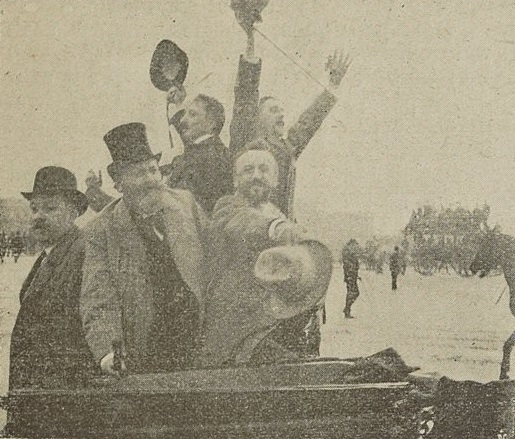
Ankunft der antisemitischen Abgeordneten in der Abgeordnetenkammer 1898.

Die Groupe antijuif, deutsch Antijüdische Fraktion (auch Nationalistische Antisemitische Fraktion genannt), war eine parlamentarische Fraktion in der Abgeordnetenkammer der Dritten Französischen Republik. Sie wurde im Frühjahr 1898 gegründet und löste sich mit dem Ende der VII. Legislaturperiode 1902 auf.

## Geschichte
Der politische Antisemitismus, der auf nationaler Ebene durch die Dreyfus-Affäre und auf lokaler Ebene durch die antijüdischen Ausschreitungen in Algerien geschürt worden war, hielt nach den Parlamentswahlen von 1898 Einzug in die Abgeordnetenkammer. Einer der neu gewählten Abgeordneten war der Polemiker Édouard Drumont, Autor von La France Juive und Direktor von La Libre Parole.
Unter seinem Vorsitz konstituierte sich am 3. Juni 1898 die antijüdische Gruppe, der sich zunächst etwa 15 Abgeordnete anschlossen und der bald weitere Mitglieder folgten. Am 30. Oktober veröffentlichte diese „nationalistisch-antisemitische Gruppe“ ein Manifest, in dem sie die Schuld von Dreyfus bekräftigte und die Notwendigkeit betonte, „ganz Frankreich vom Joch der Juden zu befreien“.
Die Gruppe war heterogen zusammengesetzt und hatte Mitglieder aus mehreren politischen Richtungen von Monarchisten bis Sozialisten, die zum Teil auch anderen Fraktionen angehörten. Politisch forderte die Gruppe die Freilassung von Max Régis und die Aufhebung des Décret Crémieux, das den algerischen Juden die französische Staatsbürgerschaft gebracht hatte.
Bei den Wahlen von 1892 wurden die meisten Mitglieder der Fraktion (einschließlich Drumonts) nicht mehr gewählt, sodass die Gruppe nicht neu gebildet wurde.

## Mitglieder
Die Angaben zur Mitgliedschaft beruhen auf einer Liste der Libre Parole – veröffentlicht in Le Temps –, den Aufstellungen von Laurent Joly und den Erinnerungen des Journalisten Jean Drault.
Diese Abgeordneten werden von allen drei Quellen genannt:

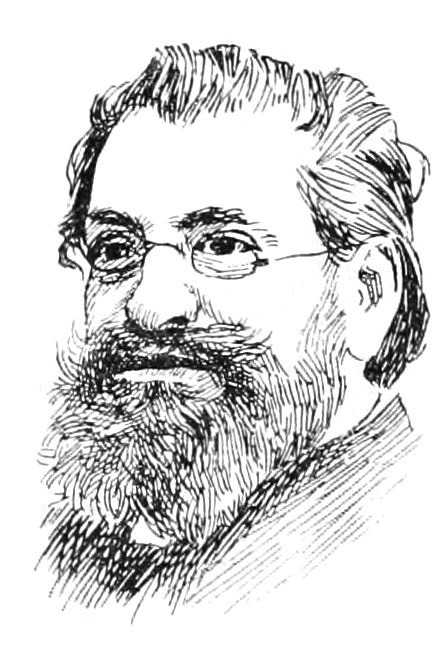
Drumont
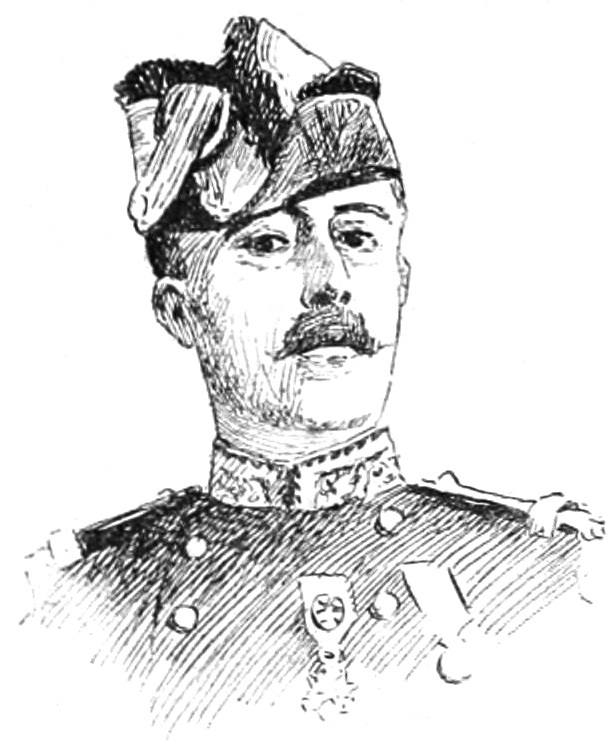
Jacquey
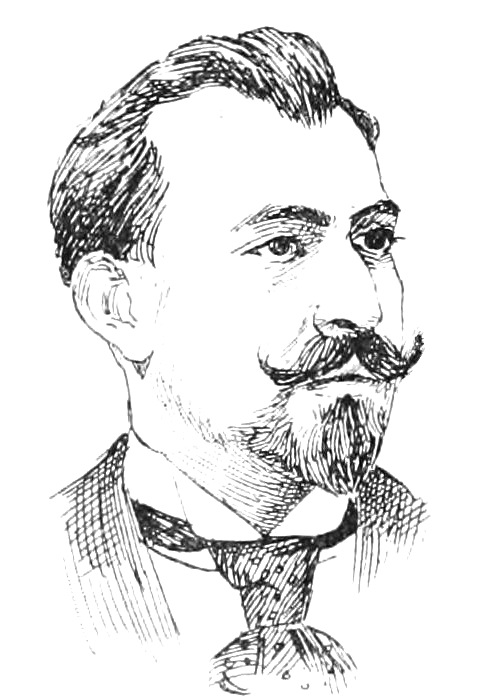
Morinaud

- Charles Bernard[8]
- Paul de Cassagnac[9]
- Albert Chiché[10]
- Paulin Daudé-Gleize[11]
- Théodore Denis[12]
- Édouard Drumont (Präsident)
- Firmin Faure[13]
- Henry Ferrette[14]
- Ludovic Gervaize[15]
- Armand Jacquey (Vizepräsident)[16]
- Joseph Lasies[17]
- Charles Marchal[18]
- Joseph Massabuau[19]
- Robert de Maussabré-Beufvier[20]
- Lucien Millevoye
- Émile Morinaud (Sekretär)[21]
- Léonce Pascal[22]
- Fernand du Breil de Pontbriand[23]

Diese Abgeordneten werden nur von zwei Quellen genannt:
- Émile Abel-Bernard[24]
- François d’Aulan[25]
- Léon Borie[26]
- Gustave Paul Cluseret
- Jules Delpech-Cantaloup[27]
- Julien Dumas[28]
- Régis de L’Estourbeillon[29]
- Jules Galot[30]
- Victor Gay[31]
- Marcel Habert[32]
- Frédéric Rioust de Largentaye[33]

- Drumont
- Jacquey
- Morinaud[A 2]